# Баскетбол на летних Олимпийских играх 2008 (женщины)
Соревнования по баскетболу среди женщин на летних Олимпийских играх 2008 прошли с 9 по 23 августа. Приняли участие 12 команд по 12 человек.

## Медалисты
| Золото | Серебро | Бронза |
| США Кэппи Пондекстер · Сеймон Огастус · Сью Бёрд · Кара Лоусон · Делиша Милтон-Джонс · Лиза Лесли · Тамика Кэтчингс · Тина Томпсон · Дайана Таурази · Сильвия Фаулз · Кэти Смит · Кэндес Паркер | Австралия Эрин Филлипс · Талли Бевилаква · Дженнифер Скрин · Пенни Тейлор · Сьюзи Баткович · Холли Грима · Кристи Харроуэр · Лора Саммертон · Белинда Снелл · Эмма Рэндалл · Рохани Кокс · Лорен Джексон | Россия Мария Кузина · Оксана Рахматулина · Наталья Водопьянова · Бекки Хаммон · Марина Карпунина · Татьяна Щёголева · Илона Корстин · Мария Степанова · Екатерина Лисина · Ирина Соколовская · Светлана Абросимова · Ирина Осипова |

## Квалификация
| Турнир                        | Дата                         | Место проведения | Места | Команды                                |
| ----------------------------- | ---------------------------- | ---------------- | ----- | -------------------------------------- |
| Принимающая страна            | —                            | —                | 1     | Китай                                  |
| Чемпионат мира 2006           | 12-23 сентября 2006          | Бразилия         | 1     | Австралия                              |
| Чемпионат Азии 2007           | 3-10 июня 2007               | Инчхон           | 1     | Республика Корея                       |
| Чемпионат Африки 2007         | 20-30 сентября 2007          | Сенегал          | 1     | Мали                                   |
| Чемпионат Америки 2007        | 26-30 сентября 2007          | Чили             | 1     | США                                    |
| Чемпионат Европы 2007         | 24 сентября — 7 октября 2007 | Италия           | 1     | Россия                                 |
| Чемпионат Океании 2007        | 26-29 сентября 2007          | Данидин          | 1     | Новая Зеландия                         |
| Олимпийский отборочный турнир | 9-15 июня 2008               | Мадрид           | 5     | Беларусь Бразилия Латвия Испания Чехия |
| Всего                         |                              |                  | 12    |                                        |

## Соревнование

### Групповой этап

#### Группа А
| Место | Команда          | В | П | МЗ  | МП  | МР   | Очки |
| ----- | ---------------- | - | - | --- | --- | ---- | ---- |
| 1     | Австралия        | 5 | 0 | 424 | 319 | +105 | 10   |
| 2     | Россия           | 4 | 1 | 339 | 333 | +6   | 9    |
| 3     | Беларусь         | 2 | 3 | 324 | 332 | −8   | 7    |
| 4     | Республика Корея | 2 | 3 | 327 | 360 | −33  | 7    |
| 5     | Латвия           | 1 | 4 | 334 | 387 | −53  | 6    |
| 6     | Бразилия         | 1 | 4 | 337 | 354 | −17  | 6    |

| 9 августа 2008 09:00 (UTC+8) | Отчёт | Беларусь                   | 64 : 83  | Австралия         | Олимпийский баскетбольный дворец Пекина Зрителей: 11 803 Судьи: Николаос Завланос |
| 9 августа 2008 09:00 (UTC+8) | Отчёт | 12:19, 16:25, 22:21, 14:18 |          |                   | Олимпийский баскетбольный дворец Пекина Зрителей: 11 803 Судьи: Николаос Завланос |
| 9 августа 2008 09:00 (UTC+8) | Отчёт | Елена Левченко 13          | Очки     | Лорен Джексон 18  | Олимпийский баскетбольный дворец Пекина Зрителей: 11 803 Судьи: Николаос Завланос |
| 9 августа 2008 09:00 (UTC+8) | Отчёт | Елена Левченко 10          | Подборы  | Сьюзи Баткович 12 | Олимпийский баскетбольный дворец Пекина Зрителей: 11 803 Судьи: Николаос Завланос |
| 9 августа 2008 09:00 (UTC+8) | Отчёт | Наталья Марченко 2         | Передачи | Кристи Херроуэр 5 | Олимпийский баскетбольный дворец Пекина Зрителей: 11 803 Судьи: Николаос Завланос |

| 9 августа 2008 16:45 (UTC+8) | Отчёт | Республика Корея                 | 68 : 62 ОТ | Бразилия                          | Олимпийский баскетбольный дворец Пекина Зрителей: 11 083 Судьи: Фабио Факкини |
| 9 августа 2008 16:45 (UTC+8) | Отчёт | 13:14, 13:14, 15:15, 14:12, 13:7 |            |                                   | Олимпийский баскетбольный дворец Пекина Зрителей: 11 083 Судьи: Фабио Факкини |
| 9 августа 2008 16:45 (UTC+8) | Отчёт | Чхве Юн-а, Пён Ёнха 19           | Очки       | Келли да Сильва Сантос 13         | Олимпийский баскетбольный дворец Пекина Зрителей: 11 083 Судьи: Фабио Факкини |
| 9 августа 2008 16:45 (UTC+8) | Отчёт | Чон Сонмин 8                     | Подборы    | Франсьели Апаресида Нассименто 12 | Олимпийский баскетбольный дворец Пекина Зрителей: 11 083 Судьи: Фабио Факкини |
| 9 августа 2008 16:45 (UTC+8) | Отчёт | Чон Сонмин 5                     | Передачи   | Микаэла Мартинс Жасинто 3         | Олимпийский баскетбольный дворец Пекина Зрителей: 11 083 Судьи: Фабио Факкини |

| 9 августа 2008 22:15 (UTC+8) | Отчёт | Латвия                      | 57 : 62  | Россия                             | Олимпийский баскетбольный дворец Пекина Зрителей: 11 083 Судьи: Пабло Эстевес |
| 9 августа 2008 22:15 (UTC+8) | Отчёт | 7:14, 24:15, 17:12, 9:21    |          |                                    | Олимпийский баскетбольный дворец Пекина Зрителей: 11 083 Судьи: Пабло Эстевес |
| 9 августа 2008 22:15 (UTC+8) | Отчёт | Лиене Янсоне 24             | Очки     | Татьяна Щёголева, Илона Корстин 12 | Олимпийский баскетбольный дворец Пекина Зрителей: 11 083 Судьи: Пабло Эстевес |
| 9 августа 2008 22:15 (UTC+8) | Отчёт | Зане Тамане, Иева Кублиня 6 | Подборы  | Татьяна Щёголева 12                | Олимпийский баскетбольный дворец Пекина Зрителей: 11 083 Судьи: Пабло Эстевес |
| 9 августа 2008 22:15 (UTC+8) | Отчёт | Анете Екабсоне-Жогота 6     | Передачи | Оксана Рахматулина 5               | Олимпийский баскетбольный дворец Пекина Зрителей: 11 083 Судьи: Пабло Эстевес |

| 11 августа 2008 14:30 (UTC+8) | Отчёт | Республика Корея           | 72 : 77  | Россия                             | Олимпийский баскетбольный дворец Пекина Зрителей: 11 083 Судьи: Петр Судек |
| 11 августа 2008 14:30 (UTC+8) | Отчёт | 15:24, 20:13, 24:21, 13:19 |          |                                    | Олимпийский баскетбольный дворец Пекина Зрителей: 11 083 Судьи: Петр Судек |
| 11 августа 2008 14:30 (UTC+8) | Отчёт | Чхве Юн-в 13               | Очки     | Татьяна Щёголева, Илона Корстин 13 | Олимпийский баскетбольный дворец Пекина Зрителей: 11 083 Судьи: Петр Судек |
| 11 августа 2008 14:30 (UTC+8) | Отчёт | Син Джонджа 3              | Подборы  | Ирина Осипова 9                    | Олимпийский баскетбольный дворец Пекина Зрителей: 11 083 Судьи: Петр Судек |
| 11 августа 2008 14:30 (UTC+8) | Отчёт | Чон Сонмин 6               | Передачи | Оксана Рахматулина 5               | Олимпийский баскетбольный дворец Пекина Зрителей: 11 083 Судьи: Петр Судек |

| 11 августа 2008 16:45 (UTC+8) | Отчёт | Латвия                                    | 57 : 79  | Беларусь               | Олимпийский баскетбольный дворец Пекина Зрителей: 11 083 Судьи: Илья Белошевич |
| 11 августа 2008 16:45 (UTC+8) | Отчёт | 20:21, 15:19, 14:20, 8:19                 |          |                        | Олимпийский баскетбольный дворец Пекина Зрителей: 11 083 Судьи: Илья Белошевич |
| 11 августа 2008 16:45 (UTC+8) | Отчёт | Гунта Башко 19                            | Очки     | Елена Левченко 22      | Олимпийский баскетбольный дворец Пекина Зрителей: 11 083 Судьи: Илья Белошевич |
| 11 августа 2008 16:45 (UTC+8) | Отчёт | Лиене Янсоне, Зане Тамане, Иева Кублиня 6 | Подборы  | Анастасия Веремеенко 9 | Олимпийский баскетбольный дворец Пекина Зрителей: 11 083 Судьи: Илья Белошевич |
| 11 августа 2008 16:45 (UTC+8) | Отчёт | Зане Эглите 3                             | Передачи | Наталья Марченко 5     | Олимпийский баскетбольный дворец Пекина Зрителей: 11 083 Судьи: Илья Белошевич |

| 11 августа 2008 22:15 (UTC+8) | Отчёт | Австралия                          | 80 : 65  | Бразилия                  | Олимпийский баскетбольный дворец Пекина Зрителей: 11 083 Судьи: Николаос Пицилкас |
| 11 августа 2008 22:15 (UTC+8) | Отчёт | 29 : 14, 21 : 15, 11 : 20, 19 : 16 |          |                           | Олимпийский баскетбольный дворец Пекина Зрителей: 11 083 Судьи: Николаос Пицилкас |
| 11 августа 2008 22:15 (UTC+8) | Отчёт | Лора Саммертон 18                  | Очки     | Келли да Сильва Сантос 21 | Олимпийский баскетбольный дворец Пекина Зрителей: 11 083 Судьи: Николаос Пицилкас |
| 11 августа 2008 22:15 (UTC+8) | Отчёт | Пенни Тейлор 8                     | Подборы  | Келли да Сильва Сантос 10 | Олимпийский баскетбольный дворец Пекина Зрителей: 11 083 Судьи: Николаос Пицилкас |
| 11 августа 2008 22:15 (UTC+8) | Отчёт | Кристи Херроуэр 5                  | Передачи | Келли да Сильва Сантос 3  | Олимпийский баскетбольный дворец Пекина Зрителей: 11 083 Судьи: Николаос Пицилкас |

| 13 августа 2008 09:00 (UTC+8) | Отчёт | Беларусь                      | 65 : 71  | Россия                 | Олимпийский баскетбольный дворец Пекина Зрителей: 11 083 Судьи: Эдди Раш |
| 13 августа 2008 09:00 (UTC+8) | Отчёт | 19 : 20, 8 : 15, 13:17, 15:19 |          |                        | Олимпийский баскетбольный дворец Пекина Зрителей: 11 083 Судьи: Эдди Раш |
| 13 августа 2008 09:00 (UTC+8) | Отчёт | Наталья Марченко 16           | Очки     | Мария Степанова 13     | Олимпийский баскетбольный дворец Пекина Зрителей: 11 083 Судьи: Эдди Раш |
| 13 августа 2008 09:00 (UTC+8) | Отчёт | Елена Левченко 12             | Подборы  | Светлана Абросимова 10 | Олимпийский баскетбольный дворец Пекина Зрителей: 11 083 Судьи: Эдди Раш |
| 13 августа 2008 09:00 (UTC+8) | Отчёт | Елена Левченко 4              | Передачи | Илона Корстин 2        | Олимпийский баскетбольный дворец Пекина Зрителей: 11 083 Судьи: Эдди Раш |

| 13 августа 2008 14:30 (UTC+8) | Отчёт | Бразилия                                        | 78 : 79  | Латвия                   | Олимпийский баскетбольный дворец Пекина Зрителей: 11 083 Судьи: Рейналдо Мерседес Санчес |
| 13 августа 2008 14:30 (UTC+8) | Отчёт | 23:14, 13:17, 23:26, 19:22                      |          |                          | Олимпийский баскетбольный дворец Пекина Зрителей: 11 083 Судьи: Рейналдо Мерседес Санчес |
| 13 августа 2008 14:30 (UTC+8) | Отчёт | Соэли Карван Закшески 16                        | Очки     | Анете Екабсоне-Жогота 25 | Олимпийский баскетбольный дворец Пекина Зрителей: 11 083 Судьи: Рейналдо Мерседес Санчес |
| 13 августа 2008 14:30 (UTC+8) | Отчёт | Келли да Сильва Сантос, Соэли Карван Закшески 9 | Подборы  | Иева Кублиня 7           | Олимпийский баскетбольный дворец Пекина Зрителей: 11 083 Судьи: Рейналдо Мерседес Санчес |
| 13 августа 2008 14:30 (UTC+8) | Отчёт | Адриана Моисес Пинто 4                          | Передачи | Анете Екабсоне-Жогота 5  | Олимпийский баскетбольный дворец Пекина Зрителей: 11 083 Судьи: Рейналдо Мерседес Санчес |

| 13 августа 2008 20:00 (UTC+8) | Отчёт | Республика Корея                                                                | 62 : 90  | Австралия                       | Олимпийский баскетбольный дворец Пекина Зрителей: 11 083 Судьи: Ромулдас Бразаускас |
| 13 августа 2008 20:00 (UTC+8) | Отчёт | 14:23, 19:24, 17:26, 12:17                                                      |          |                                 | Олимпийский баскетбольный дворец Пекина Зрителей: 11 083 Судьи: Ромулдас Бразаускас |
| 13 августа 2008 20:00 (UTC+8) | Отчёт | Пён Ёнха 20                                                                     | Очки     | Пенни Тейлор, Сьюзи Баткович 18 | Олимпийский баскетбольный дворец Пекина Зрителей: 11 083 Судьи: Ромулдас Бразаускас |
| 13 августа 2008 20:00 (UTC+8) | Отчёт | Пён Ёнха, Чхве Юн-а, Чон Сонмин, Ким Ёнъок, Ли Мисон, Пак Чонъын, Син Джонджа 2 | Подборы  | Сьюзи Баткович 10               | Олимпийский баскетбольный дворец Пекина Зрителей: 11 083 Судьи: Ромулдас Бразаускас |
| 13 августа 2008 20:00 (UTC+8) | Отчёт | Ли Джонъэ                                                                       | Передачи | Кристи Херроуэр 5               | Олимпийский баскетбольный дворец Пекина Зрителей: 11 083 Судьи: Ромулдас Бразаускас |

| 15 августа 2008 11:15 (UTC+8) | Отчёт | Латвия                         | 73 : 96  | Австралия                       | Олимпийский баскетбольный дворец Пекина Зрителей: 11 083 Судьи: Пабло Эстевес |
| 15 августа 2008 11:15 (UTC+8) | Отчёт | 18:19, 20:22, 18:35, 17:20     |          |                                 | Олимпийский баскетбольный дворец Пекина Зрителей: 11 083 Судьи: Пабло Эстевес |
| 15 августа 2008 11:15 (UTC+8) | Отчёт | Иева Таре 14                   | Очки     | Лорен Джексон 30                | Олимпийский баскетбольный дворец Пекина Зрителей: 11 083 Судьи: Пабло Эстевес |
| 15 августа 2008 11:15 (UTC+8) | Отчёт | Лиене Янсоне, Айя Брумермане 5 | Подборы  | Пенни Тейлор 11                 | Олимпийский баскетбольный дворец Пекина Зрителей: 11 083 Судьи: Пабло Эстевес |
| 15 августа 2008 11:15 (UTC+8) | Отчёт | Иева Таре 4                    | Передачи | Кристи Херроуэр, Пенни Тейлор 4 | Олимпийский баскетбольный дворец Пекина Зрителей: 11 083 Судьи: Пабло Эстевес |

| 15 августа 2008 14:30 (UTC+8) | Отчёт | Россия                    | 74 : 64  | Бразилия                | Олимпийский баскетбольный дворец Пекина Зрителей: 11 083 Судьи: Луиджи Ламоника |
| 15 августа 2008 14:30 (UTC+8) | Отчёт | 21:26, 14:15, 19:15, 20:8 |          |                         | Олимпийский баскетбольный дворец Пекина Зрителей: 11 083 Судьи: Луиджи Ламоника |
| 15 августа 2008 14:30 (UTC+8) | Отчёт | Татьяна Щёголева 14       | Очки     | Адриана Моисес Пинто 21 | Олимпийский баскетбольный дворец Пекина Зрителей: 11 083 Судьи: Луиджи Ламоника |
| 15 августа 2008 14:30 (UTC+8) | Отчёт | Илона Корстин 10          | Подборы  | Соэли Карван Закшески 5 | Олимпийский баскетбольный дворец Пекина Зрителей: 11 083 Судьи: Луиджи Ламоника |
| 15 августа 2008 14:30 (UTC+8) | Отчёт | Илона Корстин 5           | Передачи | Адриана Моисес Пинто 6  | Олимпийский баскетбольный дворец Пекина Зрителей: 11 083 Судьи: Луиджи Ламоника |

| 15 августа 2008 22:15 (UTC+8) | Отчёт | Республика Корея          | 53 : 63  | Беларусь             | Олимпийский баскетбольный дворец Пекина Зрителей: 11 083 Судьи: Николаос Пицилкас |
| 15 августа 2008 22:15 (UTC+8) | Отчёт | 15:12, 13:21, 9:17, 16:13 |          |                      | Олимпийский баскетбольный дворец Пекина Зрителей: 11 083 Судьи: Николаос Пицилкас |
| 15 августа 2008 22:15 (UTC+8) | Отчёт | Ли Ми Сон, Чон Сон Мин 10 | Очки     | Екатерина Снытина 15 | Олимпийский баскетбольный дворец Пекина Зрителей: 11 083 Судьи: Николаос Пицилкас |
| 15 августа 2008 22:15 (UTC+8) | Отчёт | Пён Ён Ха, Ли Ми Сон 6    | Подборы  | Елена Левченко 14    | Олимпийский баскетбольный дворец Пекина Зрителей: 11 083 Судьи: Николаос Пицилкас |
| 15 августа 2008 22:15 (UTC+8) | Отчёт | Пён Ён Ха 3               | Передачи | Наталья Марченко 5   | Олимпийский баскетбольный дворец Пекина Зрителей: 11 083 Судьи: Николаос Пицилкас |

| 17 августа 2008 11:15 (UTC+8) | Отчёт | Австралия                       | 75 : 55  | Россия                               | Олимпийский баскетбольный дворец Пекина Зрителей: 11 083 Судьи: Пабло Эстевес |
| 17 августа 2008 11:15 (UTC+8) | Отчёт | 15:19, 10:18, 30:10, 20:8       |          |                                      | Олимпийский баскетбольный дворец Пекина Зрителей: 11 083 Судьи: Пабло Эстевес |
| 17 августа 2008 11:15 (UTC+8) | Отчёт | Белинда Снелл, Лорен Джексон 16 | Очки     | Бекки Хаммон 20                      | Олимпийский баскетбольный дворец Пекина Зрителей: 11 083 Судьи: Пабло Эстевес |
| 17 августа 2008 11:15 (UTC+8) | Отчёт | Лорен Джексон 14                | Подборы  | Ирина Осипова, Светлана Абросимова 9 | Олимпийский баскетбольный дворец Пекина Зрителей: 11 083 Судьи: Пабло Эстевес |
| 17 августа 2008 11:15 (UTC+8) | Отчёт | Кристи Херроуэр 7               | Передачи | Марина Карпунина 2                   | Олимпийский баскетбольный дворец Пекина Зрителей: 11 083 Судьи: Пабло Эстевес |

| 17 августа 2008 14:30 (UTC+8) | Отчёт | Республика Корея          | 72 : 68  | Латвия                   | Олимпийский баскетбольный дворец Пекина Зрителей: 11 083 Судьи: Хосе Каррион |
| 17 августа 2008 14:30 (UTC+8) | Отчёт | 20:22, 22:13, 18:9, 12:24 |          |                          | Олимпийский баскетбольный дворец Пекина Зрителей: 11 083 Судьи: Хосе Каррион |
| 17 августа 2008 14:30 (UTC+8) | Отчёт | Пак Чонъын 17             | Очки     | Анете Екабсоне-Жогота 22 | Олимпийский баскетбольный дворец Пекина Зрителей: 11 083 Судьи: Хосе Каррион |
| 17 августа 2008 14:30 (UTC+8) | Отчёт | Ли Мисон 10               | Подборы  | Зане Тамане 11           | Олимпийский баскетбольный дворец Пекина Зрителей: 11 083 Судьи: Хосе Каррион |
| 17 августа 2008 14:30 (UTC+8) | Отчёт | Ли Мисон 4                | Передачи | Анете Екабсоне-Жогота 5  | Олимпийский баскетбольный дворец Пекина Зрителей: 11 083 Судьи: Хосе Каррион |

| 17 августа 2008 16:45 (UTC+8) | Отчёт | Бразилия                          | 68 : 53  | Беларусь                              | Олимпийский баскетбольный дворец Пекина Зрителей: 11 083 Судьи: Хуан Артеага |
| 17 августа 2008 16:45 (UTC+8) | Отчёт | 20:12, 19:14, 10:12, 19:15        |          |                                       | Олимпийский баскетбольный дворец Пекина Зрителей: 11 083 Судьи: Хуан Артеага |
| 17 августа 2008 16:45 (UTC+8) | Отчёт | Келли да Сильва Сантос 14         | Очки     | Наталья Ануфриенко, Елена Левченко 10 | Олимпийский баскетбольный дворец Пекина Зрителей: 11 083 Судьи: Хуан Артеага |
| 17 августа 2008 16:45 (UTC+8) | Отчёт | Франсьели Апаресида Нассименто 10 | Подборы  | Анастасия Веремеенко 10               | Олимпийский баскетбольный дворец Пекина Зрителей: 11 083 Судьи: Хуан Артеага |
| 17 августа 2008 16:45 (UTC+8) | Отчёт | Франсьели Апаресида Нассименто 3  | Передачи | Наталья Марченко 4                    | Олимпийский баскетбольный дворец Пекина Зрителей: 11 083 Судьи: Хуан Артеага |

#### Группа В
| Место | Команда        | В | П | МЗ  | МП  | МР   | Очки |
| ----- | -------------- | - | - | --- | --- | ---- | ---- |
| 1     | США            | 5 | 0 | 491 | 276 | +215 | 10   |
| 2     | Китай          | 4 | 1 | 358 | 346 | +12  | 9    |
| 3     | Испания        | 3 | 2 | 357 | 324 | +33  | 8    |
| 4     | Чехия          | 2 | 3 | 346 | 356 | −10  | 7    |
| 5     | Новая Зеландия | 1 | 4 | 320 | 423 | −103 | 6    |
| 6     | Мали           | 0 | 5 | 255 | 402 | −147 | 5    |

| 9 августа 2008 11:15 (UTC+8) | Отчёт | Мали                       | 72 : 76  | Новая Зеландия    | Олимпийский баскетбольный дворец Пекина Зрителей: 11 083 Судьи: Стефен Сейбель |
| 9 августа 2008 11:15 (UTC+8) | Отчёт | 18:18, 15:24, 21:18, 18:16 |          |                   | Олимпийский баскетбольный дворец Пекина Зрителей: 11 083 Судьи: Стефен Сейбель |
| 9 августа 2008 11:15 (UTC+8) | Отчёт | Амшету Маига 18            | Очки     | Анджела Марино 19 | Олимпийский баскетбольный дворец Пекина Зрителей: 11 083 Судьи: Стефен Сейбель |
| 9 августа 2008 11:15 (UTC+8) | Отчёт | Наньюма Кулибали 12        | Подборы  | Джиллиан Хэрмон 8 | Олимпийский баскетбольный дворец Пекина Зрителей: 11 083 Судьи: Стефен Сейбель |
| 9 августа 2008 11:15 (UTC+8) | Отчёт | Амшету Маига 3             | Передачи | Анджела Марино 4  | Олимпийский баскетбольный дворец Пекина Зрителей: 11 083 Судьи: Стефен Сейбель |

| 9 августа 2008 14:30 (UTC+8) | Отчёт | Китай                     | 67 : 64  | Испания           | Олимпийский баскетбольный дворец Пекина Зрителей: 11 083 Судьи: Хосе Каррион |
| 9 августа 2008 14:30 (UTC+8) | Отчёт | 18:15, 19:9, 15:20, 15:20 |          |                   | Олимпийский баскетбольный дворец Пекина Зрителей: 11 083 Судьи: Хосе Каррион |
| 9 августа 2008 14:30 (UTC+8) | Отчёт | Бянь Лань 15              | Очки     | Альба Торренс 18  | Олимпийский баскетбольный дворец Пекина Зрителей: 11 083 Судьи: Хосе Каррион |
| 9 августа 2008 14:30 (UTC+8) | Отчёт | Бянь Лань 12              | Подборы  | Анна Монтаньяна 7 | Олимпийский баскетбольный дворец Пекина Зрителей: 11 083 Судьи: Хосе Каррион |
| 9 августа 2008 14:30 (UTC+8) | Отчёт | Мяо Лицзе 3               | Передачи | Лая Палау 4       | Олимпийский баскетбольный дворец Пекина Зрителей: 11 083 Судьи: Хосе Каррион |

| 9 августа 2008 20:00 (UTC+8) | Отчёт | Чехия                      | 57 : 97  | США                 | Олимпийский баскетбольный дворец Пекина Зрителей: 11 083 Судьи: Майкл Эйлен |
| 9 августа 2008 20:00 (UTC+8) | Отчёт | 17:22, 14:27, 13:26, 13:22 |          |                     | Олимпийский баскетбольный дворец Пекина Зрителей: 11 083 Судьи: Майкл Эйлен |
| 9 августа 2008 20:00 (UTC+8) | Отчёт | Яна Весела 8               | Очки     | Кэппи Пондекстер 12 | Олимпийский баскетбольный дворец Пекина Зрителей: 11 083 Судьи: Майкл Эйлен |
| 9 августа 2008 20:00 (UTC+8) | Отчёт | Яна Весела 9               | Подборы  | Сильвия Фаулз 14    | Олимпийский баскетбольный дворец Пекина Зрителей: 11 083 Судьи: Майкл Эйлен |
| 9 августа 2008 20:00 (UTC+8) | Отчёт | Гана Махова 4              | Передачи | Кара Лоусан 3       | Олимпийский баскетбольный дворец Пекина Зрителей: 11 083 Судьи: Майкл Эйлен |

| 11 августа 2008 09:00 (UTC+8) | Отчёт | Новая Зеландия            | 62 : 85  | Испания                                       | Олимпийский баскетбольный дворец Пекина Зрителей: 11 083 Судьи: Абреу Мухимуа |
| 11 августа 2008 09:00 (UTC+8) | Отчёт | 7:18, 20:22, 20:20, 15:25 |          |                                               | Олимпийский баскетбольный дворец Пекина Зрителей: 11 083 Судьи: Абреу Мухимуа |
| 11 августа 2008 09:00 (UTC+8) | Отчёт | Джиллиан Хэрмон 22        | Очки     | Изабель Санчес 19                             | Олимпийский баскетбольный дворец Пекина Зрителей: 11 083 Судьи: Абреу Мухимуа |
| 11 августа 2008 09:00 (UTC+8) | Отчёт | Лиза Уоллбаттон 6         | Подборы  | Анна Монтаньяна 7                             | Олимпийский баскетбольный дворец Пекина Зрителей: 11 083 Судьи: Абреу Мухимуа |
| 11 августа 2008 09:00 (UTC+8) | Отчёт | Джиллиан Хэрмон 3         | Передачи | Альба Торренс, Изабель Санчес, Элиза Агилар 2 | Олимпийский баскетбольный дворец Пекина Зрителей: 11 083 Судьи: Абреу Мухимуа |

| 11 августа 2008 11:15 (UTC+8) | Отчёт | Чехия                            | 81 : 47  | Мали               | Олимпийский баскетбольный дворец Пекина Зрителей: 11 083 Судьи: Скотт Батлер |
| 11 августа 2008 11:15 (UTC+8) | Отчёт | 23:4, 15:18, 18:11, 25:14        |          |                    | Олимпийский баскетбольный дворец Пекина Зрителей: 11 083 Судьи: Скотт Батлер |
| 11 августа 2008 11:15 (UTC+8) | Отчёт | Гана Махова 14                   | Очки     | Дженебу Сиссоко 24 | Олимпийский баскетбольный дворец Пекина Зрителей: 11 083 Судьи: Скотт Батлер |
| 11 августа 2008 11:15 (UTC+8) | Отчёт | Петра Кулихова, Ивана Вецерова 7 | Подборы  | Дженебу Сиссоко 13 | Олимпийский баскетбольный дворец Пекина Зрителей: 11 083 Судьи: Скотт Батлер |
| 11 августа 2008 11:15 (UTC+8) | Отчёт | Маркета Мокросова 3              | Передачи | Фатумата Багаёко 3 | Олимпийский баскетбольный дворец Пекина Зрителей: 11 083 Судьи: Скотт Батлер |

| 11 августа 2008 20:00 (UTC+8) | Отчёт | Китай                            | 63 : 108 | США                             | Олимпийский баскетбольный дворец Пекина Зрителей: 11 083 Судьи: Ромулдас Бразаускас |
| 11 августа 2008 20:00 (UTC+8) | Отчёт | 11:33, 16:28, 19:20, 17:27       |          |                                 | Олимпийский баскетбольный дворец Пекина Зрителей: 11 083 Судьи: Ромулдас Бразаускас |
| 11 августа 2008 20:00 (UTC+8) | Отчёт | Мяо Лицзе 16                     | Очки     | Тина Томпсон 27                 | Олимпийский баскетбольный дворец Пекина Зрителей: 11 083 Судьи: Ромулдас Бразаускас |
| 11 августа 2008 20:00 (UTC+8) | Отчёт | Бянь Лань, Лю Дань, Суй Фэйфэй 4 | Подборы  | Лиза Лесли 5                    | Олимпийский баскетбольный дворец Пекина Зрителей: 11 083 Судьи: Ромулдас Бразаускас |
| 11 августа 2008 20:00 (UTC+8) | Отчёт | Мяо Лицзе, Шао Тинтин 3          | Передачи | Кэппи Пондекстер, Кара Лоусан 5 | Олимпийский баскетбольный дворец Пекина Зрителей: 11 083 Судьи: Ромулдас Бразаускас |

| 13 августа 2008 11:15 (UTC+8) | Отчёт | Испания                   | 74 : 55  | Чехия            | Олимпийский баскетбольный дворец Пекина Зрителей: 11 083 Судьи: Карл Юнгебранд |
| 13 августа 2008 11:15 (UTC+8) | Отчёт | 15:21, 13:6, 30:11, 16:17 |          |                  | Олимпийский баскетбольный дворец Пекина Зрителей: 11 083 Судьи: Карл Юнгебранд |
| 13 августа 2008 11:15 (UTC+8) | Отчёт | Анна Монтаньяна 20        | Очки     | Ева Витецкова 12 | Олимпийский баскетбольный дворец Пекина Зрителей: 11 083 Судьи: Карл Юнгебранд |
| 13 августа 2008 11:15 (UTC+8) | Отчёт | Мария-Люсия Паскуа 8      | Подборы  | Гана Махова 8    | Олимпийский баскетбольный дворец Пекина Зрителей: 11 083 Судьи: Карл Юнгебранд |
| 13 августа 2008 11:15 (UTC+8) | Отчёт | Лая Палау 5               | Передачи | Гана Махова 5    | Олимпийский баскетбольный дворец Пекина Зрителей: 11 083 Судьи: Карл Юнгебранд |

| 13 августа 2008 16:45 (UTC+8) | Отчёт | Китай                      | 80 : 63  | Новая Зеландия                     | Олимпийский баскетбольный дворец Пекина Зрителей: 11 083 Судьи: Юдзи Хирахара |
| 13 августа 2008 16:45 (UTC+8) | Отчёт | 26:18, 24:13, 15:17, 15:15 |          |                                    | Олимпийский баскетбольный дворец Пекина Зрителей: 11 083 Судьи: Юдзи Хирахара |
| 13 августа 2008 16:45 (UTC+8) | Отчёт | Чэнь Нань 26               | Очки     | Анджела Марино, Джиллиан Хэрмон 14 | Олимпийский баскетбольный дворец Пекина Зрителей: 11 083 Судьи: Юдзи Хирахара |
| 13 августа 2008 16:45 (UTC+8) | Отчёт | Чэнь Нань 17               | Подборы  | Джиллиан Хэрмон 8                  | Олимпийский баскетбольный дворец Пекина Зрителей: 11 083 Судьи: Юдзи Хирахара |
| 13 августа 2008 16:45 (UTC+8) | Отчёт | Мяо Лицзе 6                | Передачи | Сьюзи Бейтс 4                      | Олимпийский баскетбольный дворец Пекина Зрителей: 11 083 Судьи: Юдзи Хирахара |

| 13 августа 2008 22:15 (UTC+8) | Отчёт | Мали                     | 41 : 97  | США             | Олимпийский баскетбольный дворец Пекина Зрителей: 11 083 Судьи: Маогон Ян |
| 13 августа 2008 22:15 (UTC+8) | Отчёт | 12:24, 16:27, 5:25, 8:21 |          |                 | Олимпийский баскетбольный дворец Пекина Зрителей: 11 083 Судьи: Маогон Ян |
| 13 августа 2008 22:15 (UTC+8) | Отчёт | Амината Сининта 13       | Очки     | Лиза Лесли 16   | Олимпийский баскетбольный дворец Пекина Зрителей: 11 083 Судьи: Маогон Ян |
| 13 августа 2008 22:15 (UTC+8) | Отчёт | Дженебу Сиссоко 7        | Подборы  | Сильвия Фаулз 6 | Олимпийский баскетбольный дворец Пекина Зрителей: 11 083 Судьи: Маогон Ян |
| 13 августа 2008 22:15 (UTC+8) | Отчёт | Фатумата Багаёко 3       | Передачи | Кара Лоусан 7   | Олимпийский баскетбольный дворец Пекина Зрителей: 11 083 Судьи: Маогон Ян |

| 15 августа 2008 09:00 (UTC+8) | Отчёт | Чехия                     | 90 : 59  | Новая Зеландия     | Олимпийский баскетбольный дворец Пекина Зрителей: 11 083 Судьи: Шанталь Жюльен |
| 15 августа 2008 09:00 (UTC+8) | Отчёт | 26:12, 18:19, 21:7, 25:21 |          |                    | Олимпийский баскетбольный дворец Пекина Зрителей: 11 083 Судьи: Шанталь Жюльен |
| 15 августа 2008 09:00 (UTC+8) | Отчёт | Гана Махова 23            | Очки     | Анджела Марино 22  | Олимпийский баскетбольный дворец Пекина Зрителей: 11 083 Судьи: Шанталь Жюльен |
| 15 августа 2008 09:00 (UTC+8) | Отчёт | Яна Весела 10             | Подборы  | Лиза Уоллбаттон 10 | Олимпийский баскетбольный дворец Пекина Зрителей: 11 083 Судьи: Шанталь Жюльен |
| 15 августа 2008 09:00 (UTC+8) | Отчёт | Яна Весела 5              | Передачи | Сьюзи Бейтс 5      | Олимпийский баскетбольный дворец Пекина Зрителей: 11 083 Судьи: Шанталь Жюльен |

| 15 августа 2008 16:45 (UTC+8) | Отчёт | Китай                     | 69 : 48  | Мали                              | Олимпийский баскетбольный дворец Пекина Зрителей: 11 083 Судьи: Рейналдо Мерседес Санчес |
| 15 августа 2008 16:45 (UTC+8) | Отчёт | 17:7, 20:13, 15:15, 17:13 |          |                                   | Олимпийский баскетбольный дворец Пекина Зрителей: 11 083 Судьи: Рейналдо Мерседес Санчес |
| 15 августа 2008 16:45 (UTC+8) | Отчёт | Мяо Лицзе 25              | Очки     | Джене Дьявара, Амината Сининта 11 | Олимпийский баскетбольный дворец Пекина Зрителей: 11 083 Судьи: Рейналдо Мерседес Санчес |
| 15 августа 2008 16:45 (UTC+8) | Отчёт | Чэнь Нань 9               | Подборы  | Дженебу Сиссоко 19                | Олимпийский баскетбольный дворец Пекина Зрителей: 11 083 Судьи: Рейналдо Мерседес Санчес |
| 15 августа 2008 16:45 (UTC+8) | Отчёт | Суй Фэйфэй 5              | Передачи | Амината Сининта, Джене Дьявара 1  | Олимпийский баскетбольный дворец Пекина Зрителей: 11 083 Судьи: Рейналдо Мерседес Санчес |

| 15 августа 2008 20:00 (UTC+8) | Отчёт | США                                      | 93 : 55  | Испания                  | Олимпийский баскетбольный дворец Пекина Зрителей: 11 083 Судьи: Фабио Факкини |
| 15 августа 2008 20:00 (UTC+8) | Отчёт | 22:17, 17:17, 23:10, 31:11               |          |                          | Олимпийский баскетбольный дворец Пекина Зрителей: 11 083 Судьи: Фабио Факкини |
| 15 августа 2008 20:00 (UTC+8) | Отчёт | Тина Томпсон 17                          | Очки     | Амайя Вальдеморо 17      | Олимпийский баскетбольный дворец Пекина Зрителей: 11 083 Судьи: Фабио Факкини |
| 15 августа 2008 20:00 (UTC+8) | Отчёт | Лиза Лесли 11                            | Подборы  | Лаура Николлс Гонсалес 5 | Олимпийский баскетбольный дворец Пекина Зрителей: 11 083 Судьи: Фабио Факкини |
| 15 августа 2008 20:00 (UTC+8) | Отчёт | Кара Лоусан, Лиза Лесли, Кэндис Паркер 2 | Передачи | Нурия Мартинес 2         | Олимпийский баскетбольный дворец Пекина Зрителей: 11 083 Судьи: Фабио Факкини |

| 17 августа 2008 09:00 (UTC+8) | Отчёт | Мали                            | 47 : 79  | Испания                                                             | Олимпийский баскетбольный дворец Пекина Зрителей: 11 083 Судьи: Елена Чернова |
| 17 августа 2008 09:00 (UTC+8) | Отчёт | 5:19, 16:17, 12:22, 13:21       |          |                                                                     | Олимпийский баскетбольный дворец Пекина Зрителей: 11 083 Судьи: Елена Чернова |
| 17 августа 2008 09:00 (UTC+8) | Отчёт | Дженебу Сиссоко 17              | Очки     | Амайя Вальдеморо 21                                                 | Олимпийский баскетбольный дворец Пекина Зрителей: 11 083 Судьи: Елена Чернова |
| 17 августа 2008 09:00 (UTC+8) | Отчёт | Джене Дьявара 15                | Подборы  | Анна Монтаньяна 9                                                   | Олимпийский баскетбольный дворец Пекина Зрителей: 11 083 Судьи: Елена Чернова |
| 17 августа 2008 09:00 (UTC+8) | Отчёт | Джене Дьявара, Кадьяту Кануте 2 | Передачи | Анна Монтаньяна, Элиза Агилар, Нурия Мартинес, Синди-Оркидея Лима 4 | Олимпийский баскетбольный дворец Пекина Зрителей: 11 083 Судьи: Елена Чернова |

| 17 августа 2008 20:00 (UTC+8) | Отчёт | Китай                      | 79 : 63  | Чехия                        | Олимпийский баскетбольный дворец Пекина Зрителей: 11 083 Судьи: Стефен Сейбель |
| 17 августа 2008 20:00 (UTC+8) | Отчёт | 24:11, 17:14, 24:20, 14:18 |          |                              | Олимпийский баскетбольный дворец Пекина Зрителей: 11 083 Судьи: Стефен Сейбель |
| 17 августа 2008 20:00 (UTC+8) | Отчёт | Мяо Лицзе 21               | Очки     | Михала Гартигова 15          | Олимпийский баскетбольный дворец Пекина Зрителей: 11 083 Судьи: Стефен Сейбель |
| 17 августа 2008 20:00 (UTC+8) | Отчёт | Бянь Лань 9                | Подборы  | Яна Весела, Ивана Вецерова 8 | Олимпийский баскетбольный дворец Пекина Зрителей: 11 083 Судьи: Стефен Сейбель |
| 17 августа 2008 20:00 (UTC+8) | Отчёт | Чэнь Нань 3                | Передачи | Яна Весела, Гана Махова 3    | Олимпийский баскетбольный дворец Пекина Зрителей: 11 083 Судьи: Стефен Сейбель |

| 17 августа 2008 22:15 (UTC+8) | Отчёт | Новая Зеландия            | 60 : 96  | США                         | Олимпийский баскетбольный дворец Пекина Зрителей: 11 083 Судьи: Луиджи Ламоника |
| 17 августа 2008 22:15 (UTC+8) | Отчёт | 18:23, 6:27, 18:25, 18:21 |          |                             | Олимпийский баскетбольный дворец Пекина Зрителей: 11 083 Судьи: Луиджи Ламоника |
| 17 августа 2008 22:15 (UTC+8) | Отчёт | Анджела Марино 17         | Очки     | Тина Томпсон 15             | Олимпийский баскетбольный дворец Пекина Зрителей: 11 083 Судьи: Луиджи Ламоника |
| 17 августа 2008 22:15 (UTC+8) | Отчёт | Джиллиан Хэрмон 7         | Подборы  | Сильвия Фаулз, Лиза Лесли 6 | Олимпийский баскетбольный дворец Пекина Зрителей: 11 083 Судьи: Луиджи Ламоника |
| 17 августа 2008 22:15 (UTC+8) | Отчёт | Анджела Марино 4          | Передачи | Дайана Таурази 5            | Олимпийский баскетбольный дворец Пекина Зрителей: 11 083 Судьи: Луиджи Ламоника |

### Плей-офф
|  | Четвертьфиналы     | Четвертьфиналы     |                    |       | Полуфиналы        | Полуфиналы        |  |  | Финал              | Финал |
|  |                    |                    |                    |       |                   |                   |  |  |                    |       |
|  | 19 августа — Пекин |                    |                    |       |                   |                   |  |  |                    |       |
|  |                    |                    |                    |       |                   |                   |  |  |                    |       |
|  | Китай              | 77                 |                    |       |                   |                   |  |  |                    |       |
|  | Китай              | 77                 | 21 августа — Пекин |       |                   |                   |  |  |                    |       |
|  | Беларусь           | 62                 |                    |       |                   |                   |  |  |                    |       |
|  | Беларусь           | 62                 | Китай              | 56    |                   |                   |  |  |                    |       |
|  | 19 августа — Пекин |                    | Китай              | 56    |                   |                   |  |  |                    |       |
|  |                    | Австралия          | 90                 |       |                   |                   |  |  |                    |       |
|  | Австралия          | Австралия          | 90                 | 79    |                   |                   |  |  |                    |       |
|  | Австралия          |                    | 23 августа — Пекин | 79    |                   |                   |  |  |                    |       |
|  | Чехия              | 46                 |                    |       |                   |                   |  |  |                    |       |
|  | Чехия              | 46                 | Австралия          | 65    |                   |                   |  |  |                    |       |
|  | 19 августа — Пекин |                    | Австралия          | 65    |                   |                   |  |  |                    |       |
|  |                    | США                | 92                 |       |                   |                   |  |  |                    |       |
|  | США                | США                | 92                 | 104   |                   |                   |  |  |                    |       |
|  | США                | 21 августа — Пекин |                    | 104   |                   |                   |  |  |                    |       |
|  | Республика Корея   | 60                 |                    |       |                   |                   |  |  |                    |       |
|  | Республика Корея   | 60                 | США                | 67    | Матч за 3-е место | Матч за 3-е место |  |  |                    |       |
|  | 19 августа — Пекин |                    | США                | 67    | Матч за 3-е место | Матч за 3-е место |  |  |                    |       |
|  |                    | Россия             | 52                 |       |                   |                   |  |  |                    |       |
|  | Россия             | Россия             | 52                 | 84    | Россия            | 94                |  |  |                    |       |
|  | Россия             |                    |                    | 84    | Россия            | 94                |  |  |                    |       |
|  | Испания            | 65                 |                    | Китай | 81                |                   |  |  |                    |       |
|  | Испания            | 65                 |                    |       | 81                |                   |  |  |                    |       |
|  |                    |                    |                    |       |                   |                   |  |  | 23 августа — Пекин |       |
|  |                    |                    |                    |       |                   |                   |  |  |                    |       |

#### Четвертьфинал
| 19 августа 2008 14:30 | Отчёт | Китай                               | 77 : 62  | Беларусь                          | Олимпийский баскетбольный дворец Пекина Зрителей: 11 083 Судьи: Фабио Факкини |
| 19 августа 2008 14:30 | Отчёт | 19:13, 19:12, 18:18, 21:19          |          |                                   | Олимпийский баскетбольный дворец Пекина Зрителей: 11 083 Судьи: Фабио Факкини |
| 19 августа 2008 14:30 | Отчёт | Мяо Лицзе 28                        | Очки     | Татьяна Троина 15                 | Олимпийский баскетбольный дворец Пекина Зрителей: 11 083 Судьи: Фабио Факкини |
| 19 августа 2008 14:30 | Отчёт | Суй Фэйфэй, Чэнь Нань, Сун Сяоюнь 4 | Подборы  | Елена Левченко 13                 | Олимпийский баскетбольный дворец Пекина Зрителей: 11 083 Судьи: Фабио Факкини |
| 19 августа 2008 14:30 | Отчёт | Мяо Лицзе 3                         | Передачи | Наталья Марченко, Ольга Подобед 5 | Олимпийский баскетбольный дворец Пекина Зрителей: 11 083 Судьи: Фабио Факкини |

| 19 августа 2008 16:45 | Отчёт | Австралия                 | 79 : 46  | Чехия                         | Олимпийский баскетбольный дворец Пекина Зрителей: 11 083 Судьи: Ромулдас Бразаускас |
| 19 августа 2008 16:45 | Отчёт | 23:10, 15:7, 23:10, 18:19 |          |                               | Олимпийский баскетбольный дворец Пекина Зрителей: 11 083 Судьи: Ромулдас Бразаускас |
| 19 августа 2008 16:45 | Отчёт | Лорен Джексон 17          | Очки     | Ивана Вецерова, Гана Махова 8 | Олимпийский баскетбольный дворец Пекина Зрителей: 11 083 Судьи: Ромулдас Бразаускас |
| 19 августа 2008 16:45 | Отчёт | Лорен Джексон 12          | Подборы  | Петра Кулихова 5              | Олимпийский баскетбольный дворец Пекина Зрителей: 11 083 Судьи: Ромулдас Бразаускас |
| 19 августа 2008 16:45 | Отчёт | Кристи Харроуэр 4         | Передачи | Гана Махова 4                 | Олимпийский баскетбольный дворец Пекина Зрителей: 11 083 Судьи: Ромулдас Бразаускас |

| 19 августа 2008 20:00 | Отчёт | США                      | 104 : 60 | Республика Корея | Олимпийский баскетбольный дворец Пекина Зрителей: 11 083 Судьи: Стефен Сейбель |
| 19 августа 2008 20:00 | Отчёт | 25:21, 26:9, 26:9, 27:21 |          |                  | Олимпийский баскетбольный дворец Пекина Зрителей: 11 083 Судьи: Стефен Сейбель |
| 19 августа 2008 20:00 | Отчёт | Сильвия Фаулз 26         | Очки     | Ким Квер Ён 14   | Олимпийский баскетбольный дворец Пекина Зрителей: 11 083 Судьи: Стефен Сейбель |
| 19 августа 2008 20:00 | Отчёт | Сильвия Фаулз 14         | Подборы  | Ким Квер Ён 5    | Олимпийский баскетбольный дворец Пекина Зрителей: 11 083 Судьи: Стефен Сейбель |
| 19 августа 2008 20:00 | Отчёт | Сеймон Огастус 3         | Передачи | Пак Чон Ын 7     | Олимпийский баскетбольный дворец Пекина Зрителей: 11 083 Судьи: Стефен Сейбель |

| 19 августа 2008 22:15 | Отчёт | Россия                     | 84 : 65  | Испания                                      | Олимпийский баскетбольный дворец Пекина Зрителей: 11 083 Судьи: Илья Белошевич |
| 19 августа 2008 22:15 | Отчёт | 10:21, 22:19, 24:15, 28:10 |          |                                              | Олимпийский баскетбольный дворец Пекина Зрителей: 11 083 Судьи: Илья Белошевич |
| 19 августа 2008 22:15 | Отчёт | Татьяна Щёголева 19        | Очки     | Амайя Вальдеморо 16                          | Олимпийский баскетбольный дворец Пекина Зрителей: 11 083 Судьи: Илья Белошевич |
| 19 августа 2008 22:15 | Отчёт | Мария Степанова 10         | Подборы  | Мария-Люсия Паскуа 6                         | Олимпийский баскетбольный дворец Пекина Зрителей: 11 083 Судьи: Илья Белошевич |
| 19 августа 2008 22:15 | Отчёт | Оксана Рахматулина 4       | Передачи | Альба Торренс, Лая Палау, Амайя Вальдеморо 1 | Олимпийский баскетбольный дворец Пекина Зрителей: 11 083 Судьи: Илья Белошевич |

#### Полуфинал
| 21 августа 2008 22:15 | Отчёт | Китай                     | 56 : 90  | Австралия                        | Олимпийский баскетбольный дворец Пекина Зрителей: 11 083 Судьи: Шанталь Жюльен |
| 21 августа 2008 22:15 | Отчёт | 11:13, 7:21, 21:23, 17:33 |          |                                  | Олимпийский баскетбольный дворец Пекина Зрителей: 11 083 Судьи: Шанталь Жюльен |
| 21 августа 2008 22:15 | Отчёт | Бянь Лань 20              | Очки     | Белинда Снелл 16                 | Олимпийский баскетбольный дворец Пекина Зрителей: 11 083 Судьи: Шанталь Жюльен |
| 21 августа 2008 22:15 | Отчёт | Лю Дань, Суй Фэйфэй 7     | Подборы  | Сьюзи Баткович 13                | Олимпийский баскетбольный дворец Пекина Зрителей: 11 083 Судьи: Шанталь Жюльен |
| 21 августа 2008 22:15 | Отчёт | Бянь Лань 2               | Передачи | Кристи Харроуэр, Белинда Снелл 4 | Олимпийский баскетбольный дворец Пекина Зрителей: 11 083 Судьи: Шанталь Жюльен |

| 21 августа 2008 20:00 | Отчёт | США                       | 67 : 52  | Россия                                                                                                 | Олимпийский баскетбольный дворец Пекина Зрителей: 11 083 Судьи: Кристиану Марахнью |
| 21 августа 2008 20:00 | Отчёт | 13:16, 20:16, 15:8, 19:12 |          | | Олимпийский баскетбольный дворец Пекина Зрителей: 11 083 Судьи: Кристиану Марахнью |
| 21 августа 2008 20:00 | Отчёт | Дайана Таурази 21         | Очки     | Мария Степанова 14                                                                                     | Олимпийский баскетбольный дворец Пекина Зрителей: 11 083 Судьи: Кристиану Марахнью |
| 21 августа 2008 20:00 | Отчёт | Сильвия Фаулз 10          | Подборы  | Илона Корстин 8                                                                                        | Олимпийский баскетбольный дворец Пекина Зрителей: 11 083 Судьи: Кристиану Марахнью |
| 21 августа 2008 20:00 | Отчёт | Кэти Смит 3               | Передачи | Мария Степанова, Илона Корстин, Оксана Рахматулина, Бекки Хаммон, Светлана Абросимова, Ирина Осипова 1 | Олимпийский баскетбольный дворец Пекина Зрителей: 11 083 Судьи: Кристиану Марахнью |

#### Матч за третье место
| 23 августа 2008 19:30 | Отчёт | Россия                     | 94 : 81  | Китай                   | Олимпийский баскетбольный дворец Пекина Зрителей: 11 083 Судьи: Скотт Батлер |
| 23 августа 2008 19:30 | Отчёт | 24:23, 28:16, 20:18, 22:24 |          |                         | Олимпийский баскетбольный дворец Пекина Зрителей: 11 083 Судьи: Скотт Батлер |
| 23 августа 2008 19:30 | Отчёт | Бекки Хаммон 22            | Очки     | Чэнь Нань 26            | Олимпийский баскетбольный дворец Пекина Зрителей: 11 083 Судьи: Скотт Батлер |
| 23 августа 2008 19:30 | Отчёт | Мария Степанова 9          | Подборы  | Бянь Лань, Суй Фэйфэй 6 | Олимпийский баскетбольный дворец Пекина Зрителей: 11 083 Судьи: Скотт Батлер |
| 23 августа 2008 19:30 | Отчёт | Марина Карпунина 5         | Передачи | Сун Сяоюнь 7            | Олимпийский баскетбольный дворец Пекина Зрителей: 11 083 Судьи: Скотт Батлер |

#### Финал
| 23 августа 2008 22:00 | Отчёт | США                        | 92 : 65  | Австралия        | Олимпийский баскетбольный дворец Пекина Зрителей: 11 083 Судьи: Завланос Николаос |
| 23 августа 2008 22:00 | Отчёт | 22:15, 25:15, 22:24, 23:11 |          |                  | Олимпийский баскетбольный дворец Пекина Зрителей: 11 083 Судьи: Завланос Николаос |
| 23 августа 2008 22:00 | Отчёт | Кара Лоусан 15             | Очки     | Лорен Джексон 20 | Олимпийский баскетбольный дворец Пекина Зрителей: 11 083 Судьи: Завланос Николаос |
| 23 августа 2008 22:00 | Отчёт | Лиза Лесли 7               | Подборы  | Лорен Джексон 10 | Олимпийский баскетбольный дворец Пекина Зрителей: 11 083 Судьи: Завланос Николаос |
| 23 августа 2008 22:00 | Отчёт | Тина Томпсон 4             | Передачи | Холли Грима 2    | Олимпийский баскетбольный дворец Пекина Зрителей: 11 083 Судьи: Завланос Николаос |

## Индивидуальная статистика за матч

### Очки
| Спортсмен                   | Счёт |
| --------------------------- | ---- |
| Мяо Лицзе (CHN)             | 18,1 |
| Лорен Джексон (AUS)         | 16,9 |
| Анджела Марино (AUS)        | 15,8 |
| Анете Екабсоне-Жогота (LAT) | 15,8 |
| Анна Монтаньяна (ESP)       | 14,5 |
| Пён Ён Ха (KOR)             | 14,2 |
| Елена Левченко (BLR)        | 13,8 |
| Сильвия Фаулз (USA)         | 13,4 |
| Тина Томпсон (USA)          | 13,4 |
| Дженебу Сиссоко (MLI)       | 13,4 |

### Подборы
| Спортсмен                  | Счёт |
| -------------------------- | ---- |
| Елена Левченко (BLR)       | 10,0 |
| Дженебу Сиссоко (MLI)      | 10,0 |
| Сьюзи Баткович (AUS)       | 8,9  |
| Сильвия Фаулз (USA)        | 8,9  |
| Лорен Джексон (AUS)        | 8,4  |
| Анастасия Веремеенко (BLR) | 8,3  |
| Чэнь Нань (CHN)            | 8,1  |
| Джене Дьявара (MLI)        | 8,0  |
| Яна Весела (CZE)           | 7,5  |
| Пенни Тейлор (AUS)         | 7,2  |

### Передачи
| Спортсмен                   | Счёт |
| --------------------------- | ---- |
| Кристи Харроуэр (AUS)       | 4,9  |
| Анете Екабсоне-Жогота (LAT) | 4,0  |
| Наталья Марченко (BLR)      | 3,7  |
| Кара Лоусан (USA)           | 3,1  |
| Гана Махова (CZE)           | 3,0  |
| Адриана Моисес Пинто (BRA)  | 2,8  |
| Мяо Лицзе (CHN)             | 2,6  |
| Белинда Снелл (AUS)         | 2,6  |
| Пенни Тейлор (AUS)          | 2,5  |
| Амшету Маига (MLI)          | 2,5  |